# Gigantopora
Gigantopora is een mosdiertjesgeslacht uit de familie van de Gigantoporidae en de orde Cheilostomatida. De wetenschappelijke naam ervan is in 1881 voor het eerst geldig gepubliceerd door Ridley.

## Soorten
- Gigantopora birostris Tilbrook, 2006
- Gigantopora foraminosa Hayward & Cook, 1983
- Gigantopora kirkpatricki Hayward, 1988
- Gigantopora lyncoides Ridley, 1881
- Gigantopora oropiscis Gordon & d'Hondt, 1997
- Gigantopora profunda Harmer, 1957
- Gigantopora proximalis Gordon, 1984
- Gigantopora pupa (Jullien, 1903)
- Gigantopora spathula Hayward & Winston, 2011
- Gigantopora spiculifera Canu & Bassler, 1927
- Gigantopora unirostris Canu & Bassler, 1929
- Gigantopora verrucosissima Moyano, 2002

Niet geaccepteerde soorten:
- Gigantopora polymorpha (Busk, 1884) → Gephyrophora polymorpha Busk, 1884
- Gigantopora rabida (Jullien, 1903) → Galeopsis rabidus Jullien, 1903